# Matt Maloney
Matt Maloney, właśc. Matthew Patrick Maloney (ur. 6 grudnia 1971 w Silver Spring) – amerykański koszykarz, występujący na pozycji rozgrywającego.
W 1995 roku został wybrany w drafcie do ligi CBA z numerem 18 przez zespół Grand Rapids Mackers.

## Osiągnięcia
NCAA
- 3-krotny mistrz Ivy League
- Zawodnik Roku Ivy League (1995)[2]
- Zaliczony do:
  - I składu:
    - All-Ivy (1993–1995)[2]
    - All-Big 5  (1993, 1995)[3]

  - II składu All-Big 5 (1994)[3]
  - Galerii Sław – Philadelphia Big 5 Hall of Fame (2012)[3]

CBA
- Zaliczony do II składu debiutantów CBA (1996)[4]

NBA
- Zaliczony do składu II składu debiutantów NBA (1997)[5]
- Uczestnik Rookie Challenge (1997)[6]
- Lider play-off w liczbie celnych rzutów za 3 punkty (1997)[7]